# مدیریت فناوری اطلاعات
مدیریت فناوری اطلاعات (به انگلیسی: (Information Technology Management (ITM) دانشی میان رشته‌ای است که در آن، تمام منابع فناوری، مطابق با نیازها و اولویت‌های فناورانه نوین، اداره می‌شود. این منابع ممکن است شامل سرمایه‌گذاری‌های محسوس مانندنرم‌افزار، داده‌ها، شبکه و امکانات مرکز داده، که توسط کارکنان از آن منابع نگهداری می‌شود باشد. مسئولیت مدیریت فناوری اطلاعات در یک شرکت شامل بسیاری از توابع اساسی مدیریت‌هایی، مانند بودجه
، نیروی انسانی و سازماندهی و کنترل می‌باشد که، همراه با موارد که به تکنولوژی مربوط می‌باشد، مانند مدیریت تغییر، طراحی نرم‌افزار
، برنامه‌ریزی شبکه، پشتیبانی فنی و غیره می‌باشد. امروزه مدیریت فناوری اطلاعات طیف وسیعی از فناوری های نوین دیجیتال  را شامل می شود.

## مقدمه
{مدیریت فناوری اطلاعات } روندی است که به موجب آن تمام منابع مربوط به فناوری اطلاعات با توجه به اولویت‌ها و نیازهای سازمان اداره می‌شود. این مدیریت، شامل منابع محسوس مانند شبکه، کامپیوتر و تجهیزات داده و همچنین به عنوان منابع نامشهود مانند نرم‌افزار و داده‌های وسیع می‌باشد. هدف اصلی مدیریت فناوری اطلاعات برای تولید ارزش از طریق استفاده از فناوری می‌باشد. برای رسیدن به این هدف، استراتژی‌های کسب و کار و فناوری باید هم تراز شوند.
مدیریت فناوری اطلاعات از سیستم‌های اطلاعات مدیریت متفاوت است؛ و در آن اشاره می‌شود به روش‌های مدیریتی که به اتوماسیون یا پشتیبانی از تصمیم‌گیری انسانی، گره خورده است. مدیریت فناوری اطلاعات اشاره به فعالیت‌های مدیران وابسته به فناوری اطلاعات در سازمان‌ها می‌کند. سیستم‌های اطلاعات مدیریت بیشتر با ورود قوی به فاز تکنولوژی کسب وکار /سازمان، بر روی جوانب کسب و کار متمرکز شده‌است.
تمرکز اصلی{ مدیریت فناوری اطلاعات} اجازه ایجاد ارزش توسط تکنولوژی می‌باشد. این نیازمند انطباق تکنولوژی و استراتژی کسب و کار می‌باشد. در حالی که ایجاد ارزش برای یک سازمان شامل شبکه‌ای از روابط بین محیط داخلی و خارجی می‌باشد و تکنولوژی نقش مهمی در بهبود کل زنجیره یک سازمان دارد. با وجود اینکه، این افزایش (ارزشها) نیازمند کسب وکار و مدیریت تکنولوژی به همراه کاری خلاقانه و تیمی و پر انرژی می‌باشد.
از لحاظ تاریخی (در قدیم)، یک مجموعه‌ای از منابع به یک تکنولوژی محاسبات خاص، برنامه کسب و کار یا رشته‌ای از کسب و کار اختصاص داده شده بود، و به روش انباری مثل انبار سیلو مدیریت می‌شد.
این منابع حمایت می‌کند از یک مجموعه‌ای از الزامات و فرایندها، و به راحتی نمی‌تواست بهینه‌ساز مجدد برای حمایت از تقاضای واقعی باشد.
ارائه دهندگان این تکنولوژی منجر به ایجاد و تکمیل زیرساخت‌های محصول محور و ارائه مدیریت همگرا با محیط‌های زیرساخت است که می‌توان گفت همگرا با سرورها، ذخیره‌سازی، شبکه، امنیت، مدیریت و امکانات است.
داشتن این نوع از محیط مدیریت یکپارچه و خودکار به شرکت اجازه می‌دهد تا برنامه‌های کاربردی خود را سریعتر اجرایی کنند، با اداره و نگهداری ساده‌تر، و فناوری اطلاعات را قادر به تنظیم سریع منابع فناوری اطلاعات (مانند سرورها، ذخیره‌سازی و شبکه) برای مواجه شدن با تقاضاهای کسب و کار غیرقابل پیش‌بینی می‌کند.

## تاریخچه رشته مدیریت فناوری اطلاعات در ایران
اولین گروه مدیریت فناوری اطلاعات در کشور در سال ۱۳۸۲ در دانشگاه تربیت مدرس ایجاد گردید. ابتدا تنها گرایش سیستم‌های اطلاعاتی پیشرفته و در مقطع ارشد تدریس می‌شد اما از سال ۱۳۹۱ که دانشگاه علامه طباطبایی این رشته را به مقطع دکتری عرضه کرد، رشته مدیریت فناوری اطلاعات تا مقطع دکتری دانشجو می‌پذیرد.
گروه مدیریت فناوری اطلاعات دانشگاه تهران برای اولین بار در سال ۱۴۰۳، رشته مدیریت فناوری اطلاعات را در مقطع کارشناسی با طراحی، برنامه ریزی و تصویب رشته کارشناسی تحلیلگری داده های کسب و کار (Business Data Analytics) توسعه بخشید.

## تحصیل در رشته مدیریت فناوری اطلاعات در ایران
رشته مدیریت فناوری اطلاعات یک شاخهٔ میان رشته‌ای از علم است که مابین رشته‌های مدیریت و مهندسی کامپیوتر قرار گرفته‌است.  
گرایش‌های این رشته در مقطع کارشناسی ارشد عبارتند از: کسب و کار الکترونیک، سیستم‌های اطلاعات پیشرفته، مدیریت دانش، مدیریت پروژه‌های فناوری اطلاعات و مدیریت منابع اطلاعاتی و هوشمندی کسب و کار. همچنین گرایش‌های این رشته در مقطع دکترا عبارتند از دو گرایش: مدیریت خدمات و توسعه فناوری اطلاعات و هوشمندی کسب و کار. دانشگاه تربیت مدرس برای اولین بار مقطع کارشناسی ارشد و دانشگاه علامه طباطبائی برای اولین بار مقطع دکترای این رشته را راه اندازی کردند. در حال حاضر اغلب دانشگاه‌های تهران(علامه طباطبائی، تهران، تربیت مدرس، شهید بهشتی، علوم و تحقیقات تهران، خوارزمی، الزهرا(س) و ...) این رشته را در مقطع کارشناسی ارشد ارائه می‌دهند. از میان دانشگاه‌های شهرستانی که موفق به راه اندازی این رشته در مقطع کارشناسی ارشد شده‌اند هم می‌توان به دانشگاه رازی کرمانشاه و دانشگاه سیستان و بلوچستان اشاره کرد. 

## استادان برجسته رشته مدیریت فناوری اطلاعات در ایران
رشته مدیریت فناوری اطلاعات در کشور ایران با برنامه ریزی و همت جمعی از استادان و اعضای هیات علمی دانشگاه های علوم و تحقیقات، تربیت مدرسً، تهران، علامه طباطبایی و  بهشتی شکل گرفته و در حال ارایه می باشد، از جمله استادان برجسته رشته مدیریت فناوری اطلاعات در ایران می توان به استادان ذیل اشاره نمود: 
- دکتر امیر مانیان
- دکتر علرضا حسن زاده
- دکتر شعبان الهی
- دکتر بابک سهرابی یورتچی
- دکتر محمد تقی تقوی فرد
- دکتر مهدی شامی زنجانی
- دکتر سعید روحانی
- دکتر محمد فتحیان

## مدیران فناوری اطلاعات
"'مدیران فناوری اطلاعات"' با «مدیران پروژه» اشتراک زیادی دارند، اما تفاوت اصلی آن‌ها این است که یک مدیر فناوری اطلاعات مسئول و پاسخگو برای برنامه‌های در حال پیشرفت «خدمات IT))است، در حالی که ((مدیر پروژه» مسئولیت و پاسخگویی اش محدود به دادن مدت یک پروژه با یک شروع مشخص و پایان تاریخ پروژه، است. اکثر برنامه‌های {مدیریت فناوری اطلاعات } برای آموزش و توسعه مدیرانی طراحی شده، که به‌طور مؤثر می‌توانند مدیریت برنامه‌ریزی، طراحی، انتخاب، پیاده‌سازی، استفاده، و همگرایی اطلاعات و فناوری ارتباطات را انجام دهند.
امروزه مدیریت فناوری اطلاعات به عنوان یکی از مدیریت ها فرابخشی در سازمان ها و کسب و کارها مبدل شده است و نقش بسزایی در توسعه، بهینه سازی و تحول سازمان ها و کسب و کارها دارد.